# Acanthus hungaricus
Espèce
Classification phylogénétique
L’Acanthe de Hongrie ou Acanthus hungaricus (syn. Acanthus balcanicus) est une espèce de plantes à fleurs du genre Acanthus et de la famille des Acanthaceae. C'est une plante herbacée vivace  originaire de la péninsule des Balkans, jusqu'à la Dalmatie. Elle est également cultivée dans de nombreux jardins européens et américains.

## Description
Elle pousse à 80 cm de hauteur, avec des grappes de feuilles profondément lobées et coupées. Les feuilles sont vert foncé et brillantes. Les fleurs sont sur une tige florale très longue et se composent d'une lèvre inférieure et d'une lèvre supérieure en forme de dent.

## Floraison
Elle fleurit en milieu de l'été de juillet à août.